# بازار حضرت عباسی
بازار حضرت عباسی مربوط به دوره قاجار است و در یزد، خیابان قیام واقع شده و این اثر در تاریخ ۱۷ اسفند ۱۳۸۱ با شمارهٔ ثبت ۷۷۹۳ به‌عنوان یکی از آثار ملی ایران به ثبت رسیده است.